# Hvorfor døde Anette
Hvorfor døde Annette er en krimi fra 1959, skrevet af Else Fischer. Plottet er inspireret af de tidlige spændingsromaner af Agatha Christie, hvor hovedpersonen er en ung, smuk kvinde, der pludseligt bliver involveret i et mystisk dødsfald og beslutter sig for opklare det. 

## Plot
Christine Mogensen er en ung, smuk musikstuderende, som netop  er vendt hjem fra en succesrig turné til London, da hendes bror, Peter, indtrængende beder hende om at tage et job som sekretær hos familien til hans afdøde kæreste, Annette Skov. Han regner med, at hun ved at stille nogle bestemte spørgsmål om juledagene 1952 kan indhente oplysninger, der viser, hvorfor Annette har begået selvmord. Christine får hurtigt fornemmelsen af, at Annette i virkeligheden er blevet myrdet, og da hun udsættes for trusler på livet, samtidig med at to personer med tilknytning til familien Skov bliver myrdet, får hun vished for, at også Annette har været offer for et drab.
Der er mange mulige gerningsmænd, bl.a. Annettes to søstre Marianne og Bodil, Bodils mand Thorkild og to venner af familien, som begge har deres daglige gang i den prangende villa, som er rammen om familiens liv. Noget tyder på, at motivet til drabene skal søges i den virksomhed, som de driver i fællesskab, men der er også flere andre muligheder. Da politiet påbegynder efterforskningen viser det sig, at de har Peter og Christine blandt de hovedmistænkte, bl.a. fordi Peter er direktør for et konkurrerende firma. Spændingen holdes ved lige indtil sidste kapitel, hvor skurken afsløres.